# René Favaloro
René Gerónimo Favaloro (12 tháng 7 năm 1923 - 29 tháng 7 năm 2000) là một bác sĩ phẫu thuật tim và nhà giáo dục người Argentina. Ông nổi tiếng với công việc tiên phong trong phẫu thuật bắc cầu động mạch vành bằng cách sử dụng tĩnh mạch lớn.

## Tuổi thơ
Favaloro sinh ngày 12 tháng 7 năm 1923, và lớn lên ở La Plata; ông bà của ông là người Sicilia. Ngay từ nhỏ, ông đã phát triển tình yêu với bóng đá, ủng hộ Gimnasia y Esgrima La Plata, một câu lạc bộ nổi tiếng trong thành phố.
Năm 1936, Favaloro nhập trường Colegio Nacional de La Plata. Sau khi tốt nghiệp trung học, ông được nhận vào trường Y tại Đại học Quốc gia La Plata. Trong năm thứ ba của mình, ông bắt đầu học nội trú tại Bệnh viện Policlínico San Martín, một trung tâm y tế đã tiếp nhận những trường hợp phức tạp nhất từ phần lớn tỉnh Buenos Aires. Việc cư trú này đã đưa Favaloro tiếp xúc với các bệnh nhân lần đầu tiên. Ông đã tham dự các phẫu thuật y tế được thực hiện bởi các giáo sư Jose María Mainetti và Federico EB Christmann, từ đó ông đã học được sự đơn giản và tiêu chuẩn mà sau này ông sẽ áp dụng cho phẫu thuật tim mạch, một trong nhiều đóng góp to lớn của ông cho các kỹ thuật vận hành tim mạch. Favaloro tốt nghiệp với bằng y khoa năm 1949.
Sau đó, ông đã ứng tuyển vào vị trí phụ tá y tế, nhưng lời đề nghị yêu cầu ông phải đăng ký vào Đảng Peronist, điều mà ông không chấp nhận. Thay vào đó, ông chuyển đến một thị trấn nhỏ tên Jacinto Aráuz ở tỉnh La Pampa sau khi được mời làm bác sĩ của thị trấn; Khi bác sĩ nội trú qua đời, ông đã thành công và đưa anh trai Juan Jose vào phòng khám. Ông kết hôn với María Antonia Delgado vào năm 1951.